# Carl Hierholzer
Carl Hierholzer (* 2. Oktober 1840 in Freiburg im Breisgau; † 13. September 1871 in Karlsruhe) war ein deutscher Mathematiker.

## Leben
Hierholzer studierte Mathematik am Polytechnikum in Karlsruhe, wo er der Burschenschaft Teutonia beitrat. Er promovierte am 8. März 1865 in Heidelberg bei dem aus Königsberg und der Königsberger mathematischen Schule stammenden Otto Hesse (1811–1874). Er habilitierte sich 1870 am Polytechnikum mit der Habilitationsschrift Ueber Kegelschnitte im Raum, die auch in den Mathematischen Annalen veröffentlicht wurde, und war anschließend Privatdozent am Polytechnikum.
Posthum erschien die Arbeit Über die Möglichkeit, einen Linienzug ohne Wiederholung und ohne Unterbrechung zu umfahren, die aus dem Gedächtnis von Christian Wiener unter Mithilfe von Jacob Lüroth in Karlsruhe im Dezember 1871 aufgeschrieben und 1873 veröffentlicht wurde. In ihr wird der Euler-Hierholzer-Satz bewiesen. Er gilt als erste vollständige Charakterisierung der eulerschen und semieulerschen Graphen in der Graphentheorie. Hierauf beruht auch der nach ihm benannte Algorithmus, der Algorithmus von Hierholzer, mit dem man in einem eulerschen bzw. semieulerschen ungerichteten Graphen einen Eulerkreis bzw. einen eulerschen Weg bestimmen kann.

## Schriften
- C. Hierholzer: Ueber Kegelschnitte im Raume. Habilitationsschrift zur Erlangung der venia docendi am Großherzoglichen Polytechnikum zu Karlsruhe. Mathematische Annalen II (1870), 564–586.  doi:10.1007/BF01444042
- C. Hierholzer: Ueber eine Fläche der vierten Ordnung. Mathematische Annalen IV (1871), 172–180.  doi:10.1007/BF01442590
- C. Hierholzer: Ueber die Möglichkeit, einen Linienzug ohne Wiederholung und ohne Unterbrechung zu umfahren. Mathematische Annalen VI (1873), 30–32.